# Buzinkay György
Nem összetévesztendő a hasonló nevű Buzinkai Györggyel, Debrecen egykori főorvosával.
Buzinkay György, teljes nevén Buzinkay György Ferenc (Budapest, 1989–) magyar politikus, politológus-közgazdász. Korábban a Momentum Mozgalom elnökségi tagja volt. Ő volt az ellenzéki összefogás pártjainak jelöltje a 2022-es országgyűlési választáson Pest megye 3. sz. országgyűlési egyéni választókerületében.

## Családi háttere
Édesapja Buzinkay Géza történész, az MTA tudományos munkatársa, édesanyja Rozsnyai Krisztina, a Magyar Felsőoktatási Akkreditációs Bizottság szakreferense. Apai ági felmenői révén a történelmi Buzinkay család tagja. Szentendrei lakos.

## Tanulmányai
Az Eötvös Loránd Tudományegyetem Állam- és Jogtudományi Karán végzett politológia alapszakon, ezután a Budapesti Corvinus Egyetem közgazdálkodás és közpolitika mesterszakát végezte el.

## A politikában
A Momentum Mozgalomnak alapítása óta tagja. 2018 júniusában az elnökségbe választották. A 2018-as országgyűlési választásokon a párt képviselőjelöltje volt, a 2019-es európai parlamenti választáson pedig a Momentum listájának 19. helyén szerepelt.
2019 januárjában a hónapban jelent meg „A propagandisták nem újságírók, hanem hazaárulók” című publicisztikája, melyben amellett érvel, hogy a kormánypártinak hívott sajtó valójában nem számít újságírásnak.
Nemcsak a kormányszóvivők, Fidesz-szóvivők és a fideszes „elemzők”, hanem a propagandisták kommunikációs paneljei is ugyanabban a kommunikációs stábban készülnek, Rogán Antalék minisztériumában. Ők tehát mind a végrehajtó hatalom eszközei – hacsak nem gondoljuk, hogy a kormányszóvivő vagy a fidesz.hu is sajtótermék.
Cikkét követően az abban megfogalmazottakra két sajtótermék, a 888.hu és a PestiSrácok.hu reagált. Utóbbi oldalon Pilhál Tamás indulatos vezércikkben reagált Buzinkay felvetéseire.
Ezen túl Buzinkay a magyarországi orosz befolyás kérdésében nyilvánult meg.
Pártja őt indította a 2022-es ellenzéki előválasztáson Pest megye 3. sz. országgyűlési egyéni választókerületében. Az előválasztás nyerteseként őt indította az ellenzéki összefogás a 2022-es országgyűlési választáson, amit azonban a szavazatok 37,38%-át szerezte meg csak, így csak második helyre került, a fideszes Vitályos Eszter mögé.
2022 decemberében távozott a Momentumtól, jelenleg a Demokratikus Koalíció tagja.